# 西非非洲金融共同体法郎

標示為紅色的國家使用中非法郎；標示為綠色的國家使用西非法郎

西非非洲金融共同体法郎（ISO 4217 代碼 XOF）簡稱西非法郎，是非洲金融共同体法郎（非洲法郎）的一種，通行於西非8個國家。由西非国家中央银行发行。西非法郎現時流通於貝寧、布吉納法索、象牙海岸、幾內亞比索、馬里、尼日爾、塞內加爾及多哥。毛里塔尼亞昔日也使用西非法郎，但自1973年起改用毛里塔尼亞烏吉亞。

## 流通中的貨幣
在所有硬币上及纸币背面都印有西非国家中央银行的标志——艺术化的锯鳐鱼图腾。过去非洲阿坎族原住民用这种造型的铜质器具来称量黄金。

### 硬幣
- 1 法郎
  - 正面：面值、年份
  - 背面：鱼图腾、銀行名稱
- 5 法郎
  - 正面：鱼图腾、面值、銀行名稱
  - 背面：羚羊，下面有年份
- 10 法郎
  - 正面：鱼图腾、面值、銀行名稱
  - 背面：三個人正在收集水，下方有年份
- 25 法郎
  - 正面：鱼图腾、面值、銀行名稱

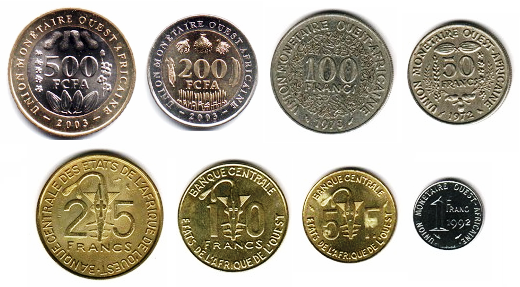
西非法郎硬幣

  - 背面：科特迪瓦第一位女化学家蒂科·玛丽安·柯南夫人（法语：Dicoh Mariam）正在做实验，上方有年份
- 50 法郎
  - 正面：上下左右依次刻有：可可果、花生、小米穗和咖啡枝，两侧缀有稻穗，中间刻面值，最下方标有年份并以银行名称环绕四周
  - 背面：鱼图腾、銀行名稱
- 100 法郎
  - 正面：花草、面值、年份
  - 背面：鱼图腾、銀行名稱
- 200 法郎
  - 正面：上下左右分别依次刻有小米、大米、玉米、大蕉等非洲主食，中间刻有面值及年份
  - 背面：鱼图腾、銀行名稱
- 500 法郎
  - 正面：上方四个花生的荚果，下方四颗可可果实，左侧为芝麻，右侧为咖啡植株，中间标有面值、年份
  - 背面：鱼图腾、銀行名稱

### 紙幣

#### 2003年
- 500 法郎
  - 正面：鱼图腾、平板電腦、西非地圖
  - 背面：河馬
- 1000 法郎
  - 正面：鱼图腾、書本、地球儀
  - 背面：駱駝
- 2000 法郎
  - 正面：鱼图腾、飛機、火車、公車
  - 背面：魚
- 5000 法郎
  - 正面：鱼图腾、農業活動
  - 背面：羚羊
- 10000 法郎

西非法郎最新的五款紙幣，2003年發行。

  - 正面：鱼图腾、碟形天線、人造衛星、電郵符號
  - 背面：雀鳥

#### 1991年

1991年發行的洲金融共同體法郎紙幣系列。

- 500 法郎
  - 正面：防洪大堤、男人
  - 背面：拖拉機
- 1,000 法郎
  - 正面：搬運花生、女人
  - 背面：雕刻、河邊的儲物箱
- 2,500 法郎
  - 正面：水電站、女人
  - 背面：噴灑農藥
- 5,000 法郎
  - 正面：冶煉廠、女人
  - 背面：一群婦女
- 10,000 法郎
  - 正面：西非国家中央银行、男人
  - 背面：藤蔓橋上的女人

## 匯率
非洲金融共同体法郎最初与法国法郎挂钩（1法国法郎=100西非法郎），1999年法国改用欧元后改为与欧元挂钩（1欧元=655.957西非法郎）。
| 根據Google财经：    | AUD CAD CHF CNY EUR GBP HKD JPY TWD USD |
| 根據新浪财经：      | AUD CAD CHF CNY EUR GBP HKD JPY TWD USD |
| 根據雅虎財經：      | AUD CAD CHF CNY EUR GBP HKD JPY TWD USD |
| 根據雅虎香港財經：  | AUD CAD CHF CNY EUR GBP HKD JPY TWD USD |
| 根據Yahoo奇摩股市： | AUD CAD CHF CNY EUR GBP HKD JPY TWD USD |
| 根據XE.com：        | AUD CAD CHF CNY EUR GBP HKD JPY TWD USD |
| 根據OANDA：         | AUD CAD CHF CNY EUR GBP HKD JPY TWD USD |

## 停止流通
2019年12月21日，西非8国与法国达成共识，从2020年起终结使用西非法郎，原因是西非8国可以不再将50％的储备金集中到法国国库，并逐步脱离法国央行的管理，实现货币国有化。新货币更名为Eco，与欧元挂钩。於2021年的西部非洲國家經濟共同體15國峰會上決定延期至2027年發行。